# クリストフ・ウェバー
クリストフ・ウェバー（Christophe Weber、1966年11月14日 - ）は、フランス共和国出身の実業家、薬学・薬物動態学博士。グラクソ・スミスクライン バイオロジカルズ社CEO等を経て、武田薬品工業代表取締役社長CEO。

## 来歴
フランス共和国ストラスブールで医師の両親のもと生まれる。一族には医師や大学教授が多く、姉も心臓病専門医となった。15歳のとき一緒に登山をしていた父を雪崩事故で亡くす。その後弟も交通事故で死去。1992年リヨン第1大学薬学・薬物動態学博士課程修了、博士号取得。1993年スミスクライン・ビーチャム入社。
2003年グラクソ・スミスクライン フランス会長兼CEO。2008年グラクソ・スミスクライン アジア太平洋地域担当上級副社長兼ディレクター。2012年グラクソ・スミスクライン ワクチン社長兼ゼネラルマネジャー、グラクソ・スミスクライン バイオロジカルズCEO、グラクソ・スミスクライン コーポレート エグゼクティブ チームメンバー。
次期CEO含みで2014年に初の外国人社長として武田薬品工業代表取締役社長COOに就任。2015年から武田薬品工業代表取締役社長CEOを務め、7兆円規模のシャイアー買収を行うなどした。また、年10億円を超える役員報酬を受け話題となった。日本製薬工業協会副会長なども歴任。